# Караваев, Александр Александрович
Алекса́ндр Алекса́ндрович Карава́ев (укр. Олександр Олександрович Караваєв; род. 2 июня 1992, Херсон) — украинский футболист, полузащитник киевского «Динамо» и сборной Украины. Участник двух чемпионатов Европы (2016 и 2020).

## Клубная карьера
Родился 2 июня 1992 года в городе Херсон. Начал заниматься футболом в родном Херсоне, однако уже в 13-летнем возрасте был приглашён в донецкий «Шахтёр».
Некоторое время после завершения академии он выступал в составе команды «Шахтёр-3» во второй лиге, а после переезда многих ключевых игроков молодёжной команды в Мариуполь в начале 2011 года Караваев стал регулярно играть в первенстве молодёжных составов.
Особенно удачной вышла первая часть текущего сезона, когда Александр в 20 матчах забил 12 мячей и держал лидерство в списке бомбардиров. Своей игрой Караваев обратил на себя внимание тренеров молодёжной сборной Украины, а также представителей других клубов.
Зимой 2012 года перебрался в «Севастополь», где сразу стал важным игроком стартового состава.
В 2014 году на правах аренды стал выступать за луганскую «Зарю».
1 января 2017 года стал игроком турецкого «Фенербахче». Прекрасно дебютировал в товарищеском матче против «Денизлиспора» в котором «жёлтые канарейки» победили 5:1. Караваев отметился голом и голевой передачей. 15 января 2017 года провёл первый матч в турецкой Суперлиге, выйдя на замену в матче 17 тура с «Аданаспором». Игра закончилась со счётом 2:2.
21 марта 2021 года забил свой дебютный гол за «Динамо» в домашнем матче против львовского «Руха» (3:0), сперва поразив ворота на 59-й минуте поединка, а затем сыграв на добивании на 90-й минуте, установив окончательный счёт. Этот дубль стал первым для Караваева во всех официальных турнирах за «Динамо» (он провёл в составе клуба 65 матчей во всех турнирах и ранее голов не забивал).
27 июля 2022 года в матче против своей бывшей команды «Фенербахче» в рамках второго квалификационного раунда Лиги чемпионов на 114 минуте матча забил третий гол в составе киевского «Динамо», благодаря этому голу, он вывел свою команду в следующий этап Лиги чемпионов.

## Карьера в сборной
Всего за молодёжную сборную провёл 26 матч и забил 1 гол.
29 сентября 2015 года стало известно, что игрок попал в список игроков, которых вызвал Михаил Фоменко на сбор для подготовки к отборочным матчам Евро-2016 с Македонией (9 октября в Скопье) и Испанией (12 октября в Киеве). 9 октября 2015 дебютировал за национальную сборную Украины, выйдя на замену на 86-й минуте выездного матча против Македонии вместо Андрея Ярмоленко. 20 ноября 2018 года в матче против Турции получил капитанскую повязку, которую ему во 2-м тайме передал Евгений Коноплянка.
1 июня 2021 года был включён в официальную заявку сборной Украины главным тренером Андреем Шевченко для участия в матчах чемпионата Европы 2020 года. На турнире сыграл в пяти матчах сборной Украины, которая дошла до четвертьфинала.

### Голы Караваева за сборную Украины
| № | Дата            | Место                       | Соперник           | Гол | Счёт | Соревнование      |
| - | --------------- | --------------------------- | ------------------ | --- | ---- | ----------------- |
| 1 | 27 марта 2018   | Морис Дюфран, Льеж, Бельгия | Япония             | 2:1 | 2:1  | Товарищеский матч |
| 2 | 6 ноября 2022   | Стадион ЛКС, Лодзь, Польша  | Армения            | 2:0 | 3:0  | Лига наций УЕФА   |
| 3 | 14 октября 2023 | epet Arena, Прага, Чехия    | Северная Македония | 2:0 | 2:0  | отбор на ЧЕ-2024  |

### Матчи за сборную
| №  | Дата            | Оппонент          | Счёт | Голы | Пасы | Минуты | Соревнование             |
| -- | --------------- | ----------------- | ---- | ---- | ---- | ------ | ------------------------ |
| 1  | 9 октября 2015  | Македония         | 2:0  | —    | 1    | 5'     | Отбор ЧЕ-2016 (группа С) |
| 2  | 14 ноября 2015  | Словения          | 2:0  | —    | —    | 1'     | Отбор ЧЕ-2016 (стыковые) |
| 3  | 29 мая 2016     | Румыния           | 4:3  | —    | —    | 19'    | Товарищеский матч        |
| 4  | 9 октября 2016  | Косово            | 3:0  | —    | 1    | 11'    | Отбор ЧМ-2018 (группа I) |
| 5  | 15 ноября 2016  | Сербия            | 2:0  | —    | —    | 45'    | Товарищеский матч        |
| 6  | 6 октября 2017  | Косово            | 2:0  | —    | —    | 90'    | Отбор ЧМ-2018 (группа I) |
| 7  | 9 октября 2017  | Хорватия          | 0:2  | —    | —    | 90'    | Отбор ЧМ-2018 (группа I) |
| 8  | 10 ноября 2017  | Словакия          | 2:1  | —    | —    | 63'    | Товарищеский матч        |
| 9  | 23 марта 2018   | Саудовская Аравия | 1:1  | —    | —    | 90'    | Товарищеский матч        |
| 10 | 27 марта 2018   | Япония            | 2:1  | Гол  | —    | 28'    | Товарищеский матч        |
| 11 | 31 мая 2018     | Марокко           | 0:0  | —    | —    | 90'    | Товарищеский матч        |
| 12 | 3 июня 2018     | Албания           | 4:1  | —    | —    | 8'     | Товарищеский матч        |
| 13 | 6 сентября 2018 | Чехия             | 2:1  | —    | —    | 90'    | Лига Наций (В)           |
| 14 | 9 сентября 2018 | Словакия          | 1:0  | —    | —    | 90'    | Лига Наций (В)           |
| 15 | 10 октября 2018 | Италия            | 1:1  | —    | —    | 90'    | Товарищеский матч        |
| 16 | 16 октября 2018 | Чехия             | 1:0  | —    | —    | 90'    | Лига Наций (В)           |

Итого: сыграно матчей: 16 / забито голов: 2; победы: 44, ничьи: 3, поражения: 1.

## Достижения

### Командные
«Севастополь»
- Победитель Первой лиги Украины: 2012/13

«Заря» (Луганск)
- Финалист Кубка Украины: 2015/16
- Бронзовый призёр чемпионата Украины: 2016/17 (1-я ч. с.)

«Динамо» (Киев)
- Чемпион Украины: 2020/21, 2024/25
- Серебряный призёр чемпионата Украины (2): 2019/20, 2023/24
- Обладатель Кубка Украины (2): 2019/20, 2020/21
- Обладатель Суперкубка Украины (2): 2019, 2020